# Saint-Valery
Pour les articles homonymes, voir Saint-Valery (homonymie).
Saint-Valery (/sɛ̃valʁi/) est une commune française située dans le département de l'Oise en région Hauts-de-France.

## Géographie

### Localisation
La commune de Saint-Valery se situe à l'extrémité ouest du département de l'Oise, en bordure du département de la Seine-Maritime.
Située principalement en rive gauche de la Bresle, elle faisait partie de la Normandie.

### Communes limitrophes
Les communes limitrophes sont Aumale, Lannoy-Cuillère et Haudricourt.

### Hydrographie

#### Réseau hydrographique
La commune est située dans le bassin Seine-Normandie. Elle est drainée par,.
La Bresle est un fleuve côtier d'une longueur de 68 km, qui prend sa source dans la commune de Abancourt, à 180 mètres d'altitude, et se jette  dans la Manche à Le Tréport, après avoir traversé 30 communes.

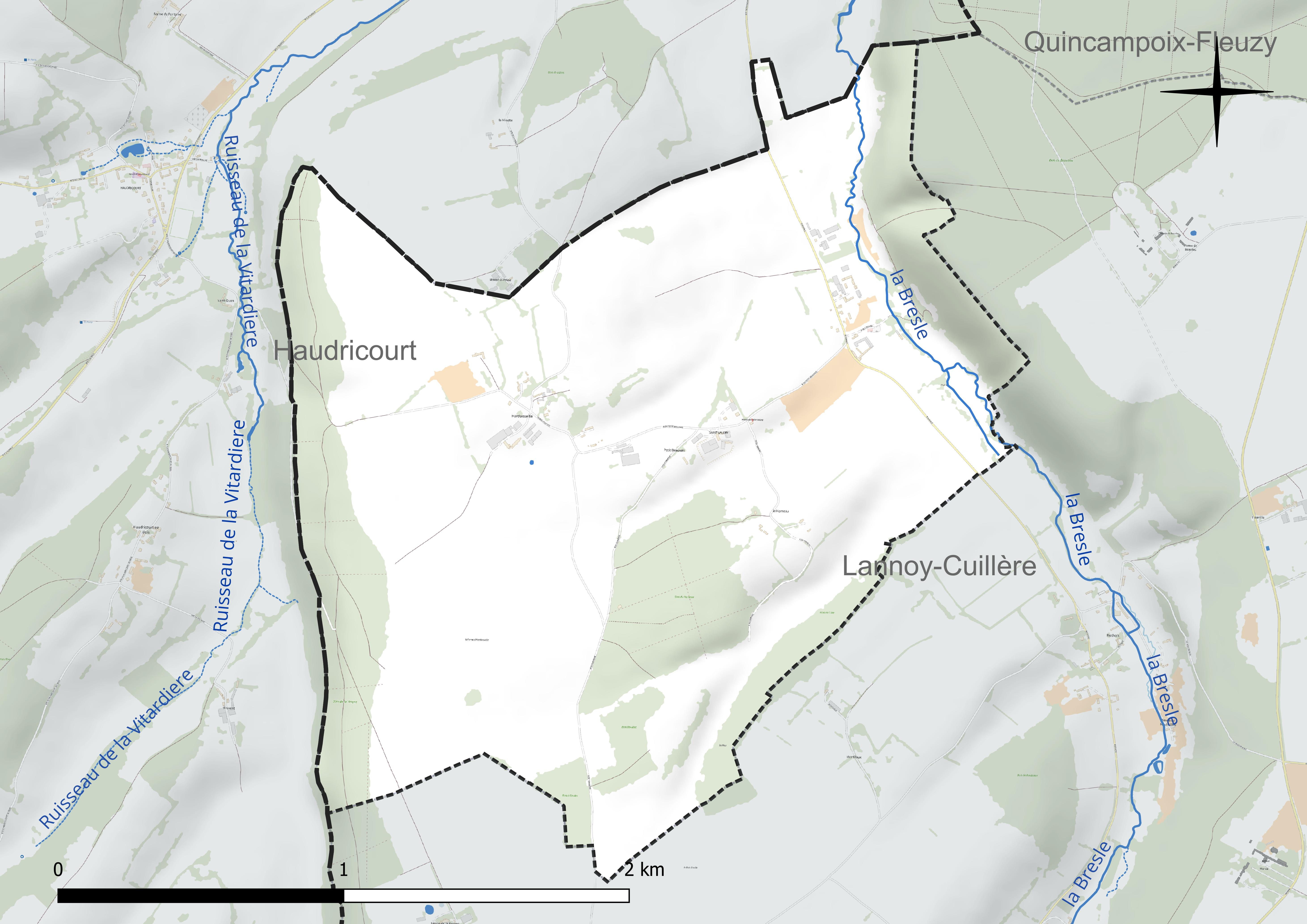
Carte hydrographique de la commune.
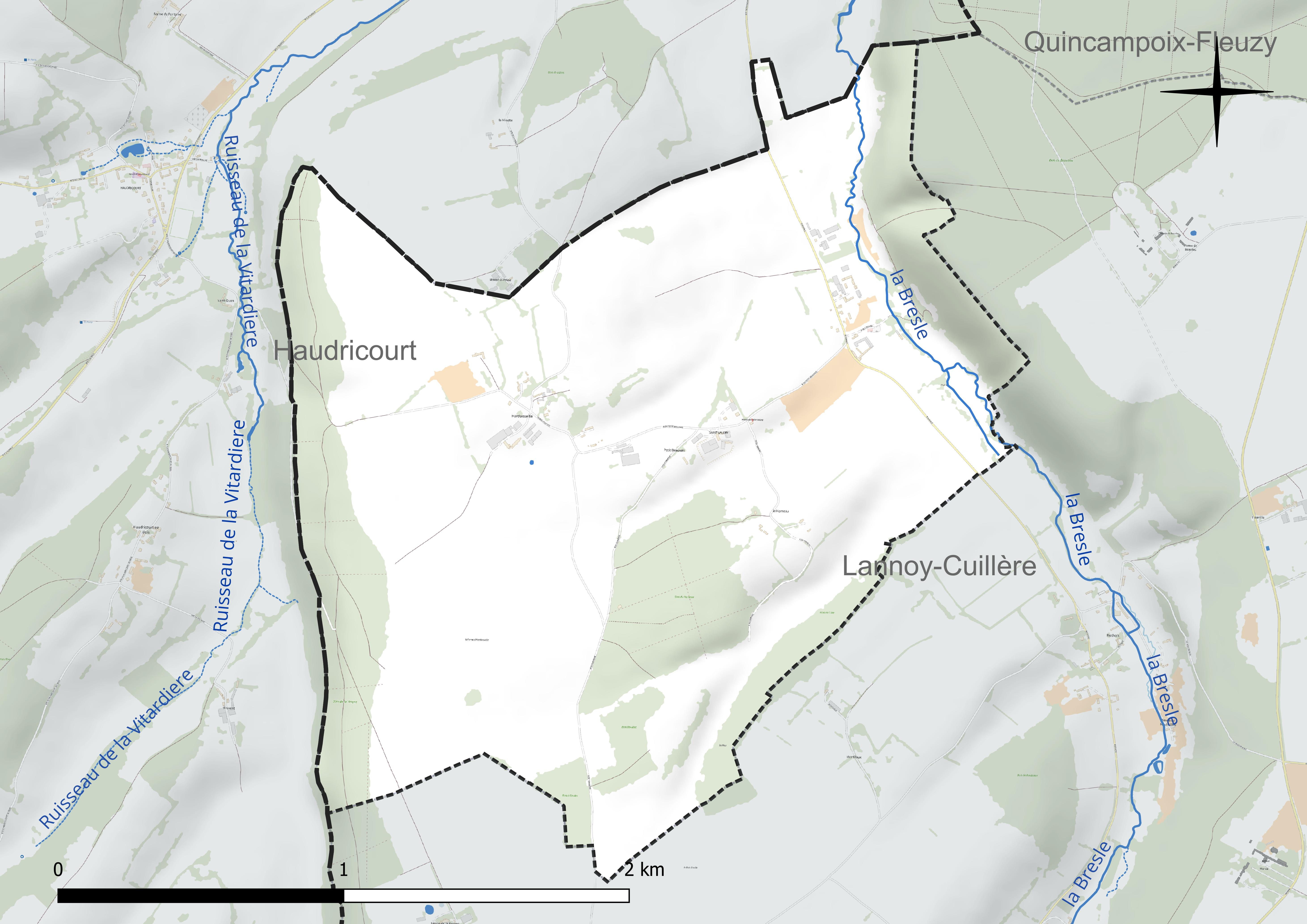
Réseau hydrographique de Saint-Valery.

#### Gestion et qualité des eaux
Le territoire communal est couvert par le schéma d'aménagement et de gestion des eaux (SAGE) « Sensée ». Ce document de planification concerne un territoire de 748 km2 de superficie, délimité par le bassin versant de la Bresle. Le périmètre a été arrêté le 7 avril 2003 et le SAGE proprement dit a été approuvé le 18 août 2016. La structure porteuse de l'élaboration et de la mise en œuvre est le syndicat mixte d'aménagement, de gestion et de valorisation du bassin de la Bresle.
La qualité des cours d'eau peut être consultée sur un site dédié géré par les agences de l'eau et l'Agence française pour la biodiversité.

### Climat
Pour des articles plus généraux, voir Climat des Hauts-de-France et Climat de l'Oise.
En 2010, le climat de la commune est de type climat océanique dégradé des plaines du Centre et du Nord, selon une étude du CNRS s'appuyant sur une série de données couvrant la période 1971-2000. En 2020, Météo-France publie une typologie des climats de la France métropolitaine dans laquelle la commune est exposée à un climat océanique et est dans la région climatique Côtes de la Manche orientale, caractérisée par un faible ensoleillement (1 550 h/an) ; forte humidité de l'air (plus de 20 h/jour avec humidité relative > 80 % en hiver), vents forts fréquents.
Pour la période 1971-2000, la température annuelle moyenne est de 10,1 °C, avec une amplitude thermique annuelle de 14,4 °C. Le cumul annuel moyen de précipitations est de 852 mm, avec 13,2 jours de précipitations en janvier et 8,5 jours en juillet. Pour la période 1991-2020, la température moyenne annuelle observée sur la station météorologique la plus proche, située sur la commune de Saint-Arnoult à 12 km à vol d'oiseau, est de 10,4 °C et le cumul annuel moyen de précipitations est de 797,2 mm,. Pour l'avenir, les paramètres climatiques de la commune estimés pour 2050 selon différents scénarios d'émission de gaz à effet de serre sont consultables sur un site dédié publié par Météo-France en novembre 2022.

#### Climat de la Picardie
| Mois                        | Jan  | Fév  | Mar   | Avr   | Mai   | Jui   | Jui   | Aoû   | Sep   | Oct   | Nov  | Déc  | Année  |
| Températures minimales (°C) | 1    | 1,1  | 2,7   | 4,4   | 7,6   | 10,3  | 12,2  | 12,2  | 10,4  | 7,7   | 3,9  | 1,8  | 6,3    |
| Températures maximales (°C) | 5,6  | 6,5  | 9,4   | 12,4  | 16,2  | 18,9  | 21,0  | 21,3  | 18,9  | 14,8  | 9,4  | 6,5  | 13,4   |
| Températures moyennes (°C)  | 3,3  | 3,8  | 6,0   | 8,4   | 11,9  | 14,6  | 16,6  | 16,7  | 14,7  | 11,3  | 6,7  | 4,2  | 9,8    |
| Ensoleillement (h)          | 52,6 | 81,3 | 114,0 | 165,6 | 199,0 | 209,7 | 215,4 | 207,8 | 151,5 | 113,7 | 74,4 | 47,5 | 1637,9 |
| Pluviométrie (mm)           | 59,2 | 48,3 | 55,0  | 48,1  | 53,6  | 61,8  | 57,4  | 57    | 68    | 71,8  | 81,2 | 70,2 | 731,5  |

## Urbanisme

### Typologie
Au 1er janvier 2024, Saint-Valery est catégorisée commune rurale à habitat très dispersé, selon la nouvelle grille communale de densité à sept niveaux définie par l'Insee en 2022.
Elle est située hors unité urbaine et hors attraction des villes,.

### Occupation des sols

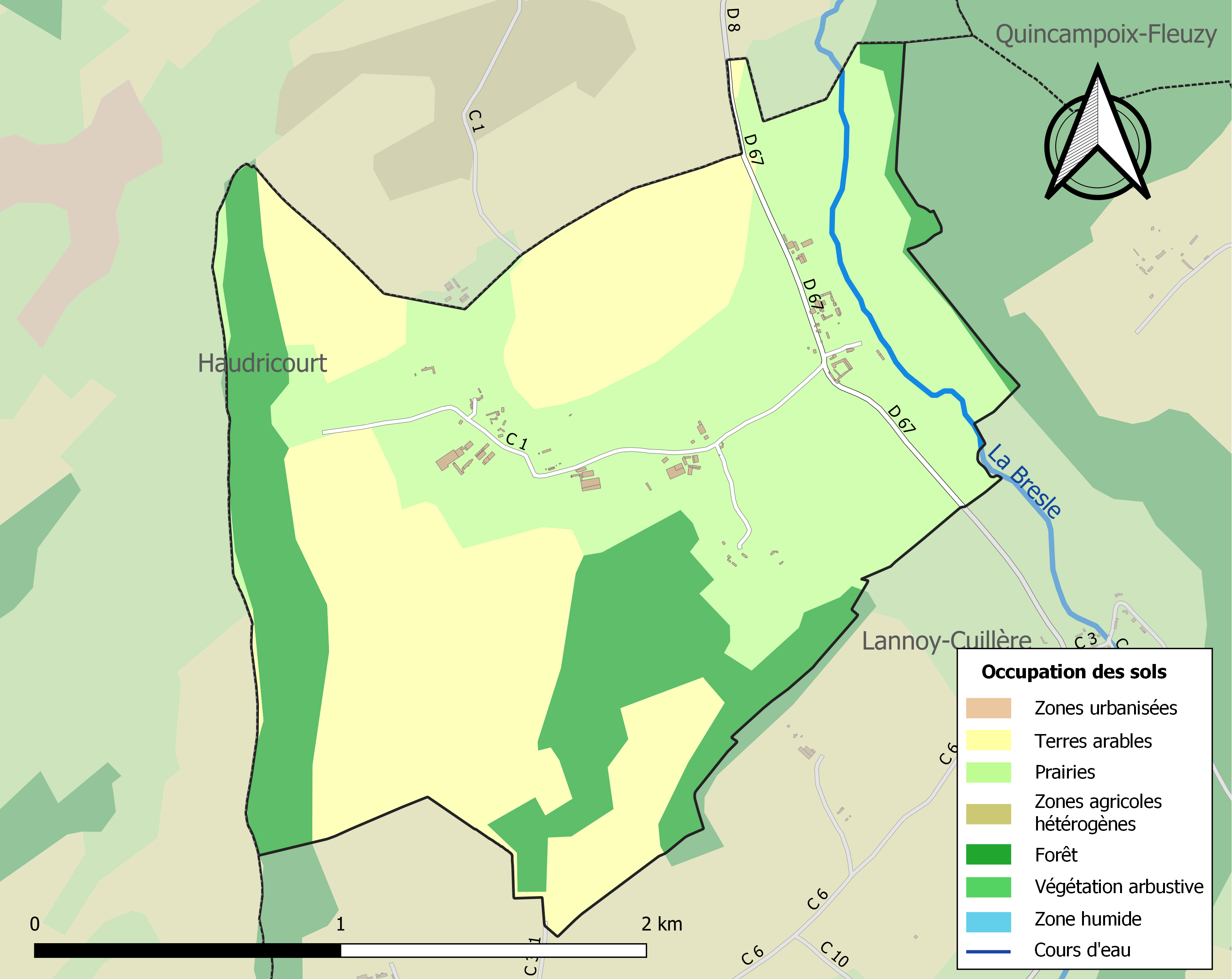
Carte des infrastructures et de l'occupation des sols de la commune en 2018 (CLC).

L'occupation des sols de la commune, telle qu'elle ressort de la base de données européenne d'occupation biophysique des sols Corine Land Cover (CLC), est marquée par l'importance des territoires agricoles (78,7 % en 2018), une proportion identique à celle de 1990 (78,7 %). La répartition détaillée en 2018 est la suivante : 
prairies (42 %), terres arables (36,7 %), forêts (21,3 %). L'évolution de l'occupation des sols de la commune et de ses infrastructures peut être observée sur les différentes représentations cartographiques du territoire : la carte de Cassini (XVIIIe siècle), la carte d'état-major (1820-1866) et les cartes ou photos aériennes de l'IGN pour la période actuelle (1950 à aujourd'hui).

### Habitat et logement
En 2020, le nombre total de logements dans la commune était de 21, alors qu'il était de 23 en 2015 et de 22 en 2010.
Parmi ces logements, 100 % étaient des résidences principales, 0 % des résidences secondaires et 0 % des logements vacants. Ces logements étaient pour 100 % d'entre eux des maisons individuelles et pour 0 % des appartements.
Le tableau ci-dessous présente la typologie des logements à Saint-Valery en 2020 en comparaison avec celle de l'Oise et de la France entière. Une caractéristique marquante du parc de logements est ainsi l'absence de résidences secondaires et logements occasionnels, à comparer avec la proportion départementale (2,4 %) et nationale(9,7 %). Concernant le statut d'occupation de ces logements, 90,5 % des habitants de la commune sont propriétaires de leur logement (81,8 % en 2015), contre 61,4 % pour l'Oise et 57,5 pour la France entière.
| Typologie                                               | Saint-Valery | Oise | France entière |
| ------------------------------------------------------- | ------------ | ---- | -------------- |
| Résidences principales (en %)                           | 100          | 90,5 | 82,1           |
| Résidences secondaires et logements occasionnels (en %) | 0            | 2,4  | 9,7            |
| Logements vacants (en %)                                | 0            | 7,1  | 8,2            |

### Voies de communication et transports
La commune est desservie, en 2023, par la ligne 6113 du réseau interurbain de l'Oise.

## Toponymie

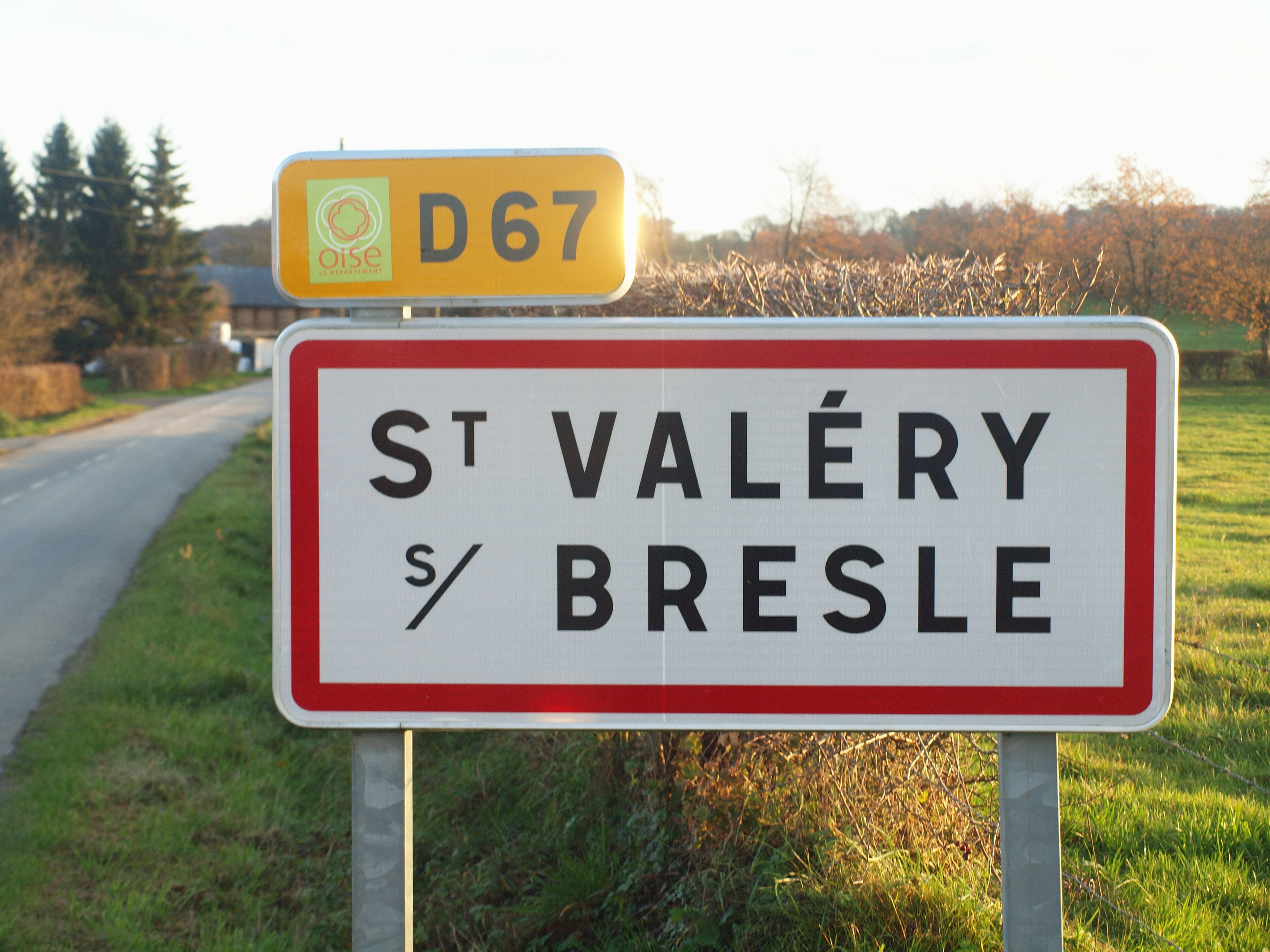

Le nom de la localité est attesté sous les formes Sanctus Valericus (1255) ; ecclesia de Sancti Valerici (XIIIe) ; Saint Valeri lez Aumale (1455) ; Saint Valleri (1547) ; Saint Valeri (1547) ; St Vallery (1667) ; Valery la Montagne (1794) ; la Montagne sur Bresles (1794) ; Valery sur Bresle (1794) ; Vallée la Montagne (1794) ; Saint Valery sur Bresle (XIXe) ; Saint Vallery (1840) ; Saint Vallery les Aumale (1850) ; Saint Valery lez Aumale (XIXe) ; Saint Valery (1901).
Durant la Révolution, la commune porte les noms de La Montagne-sur-Bresle, de Valéry-la-Montagne et de Vallée-la-Montagne.
Saint-Valery est un hagiotoponyme qui se réfère à Valery de Leuconay.

## Histoire

### Ancien Régime
L'archevêque de Rouen confirme en 1177 le droit de l'Abbaye Saint-Martin d'Auchy à Aumale de nommer le curé de Saint-Valery et d'en percevoir les revenus.
Saint-Valery dépendait du duché d'Aumale.

### Époque contemporaine
En 1850, les habitants vivent de l'agriculture. On comptait dans la commune un moulin à eau.

## Politique et administration

### Rattachements administratifs et électoraux

#### Rattachements administratifs
La commune se trouve dans l'arrondissement de Beauvais du département de l'Oise.
Elle faisait partie depuis 1801du canton de Formerie. Dans le cadre du redécoupage cantonal de 2014 en France, cette circonscription administrative territoriale a disparu, et le canton n'est plus qu'une circonscription électorale.

#### Rattachements électoraux
Pour les élections départementales, la commune fait partie depuis 2014 du canton de Grandvilliers
Pour l'élection des députés, elle fait partie de la deuxième circonscription de l'Oise.

### Intercommunalité
Saint-Valery fait partie de la communauté de communes de la Picardie Verte un établissement public de coopération intercommunale (EPCI) à fiscalité propre créé en 1996 et auquel la commune a transféré un certain nombre de ses compétences, dans les conditions déterminées par le code général des collectivités territoriales.
Cette intercommunalité comprend l'ensemble des communes des anciens cantons de Formerie, Grandvilliers et Marseille-en-Beauvaisis, ainsi que certaines communes de l'ancien canton de Songeons.

### Liste des maires
| Période | Période                   | Identité      | Étiquette | Qualité                                                         |
| ------- | ------------------------- | ------------- | --------- | --------------------------------------------------------------- |
|         |                           |               |           |                                                                 |
| 1938    | 1977                      | Daniel Lebon  |           |                                                                 |
| 1977    | 1978                      | Roger Lebon   |           | Fils de Daniel Lebon                                            |
| 1978    | 1999                      | Paul Genty    |           | Cousin de Paul GentyMort en fonction                            |
| 1999    | En cours (au 2 mars 2024) | Olivier Genty |           | Agriculteur, fils de Paul Genty Réélu pour le mandat 2020-2026, |

## Équipements et services publics
Si ce n'est la mairie, Saint-Valery ne comporte aucun service public (école, bureau de poste, pompier...) ni commerce (pharmacie, bar...).

## Population et société

### Démographie

#### Évolution démographique
L'évolution du nombre d'habitants est connue à travers les recensements de la population effectués dans la commune depuis 1793. Pour les communes de moins de 10 000 habitants, une enquête de recensement portant sur toute la population est réalisée tous les cinq ans, les populations de référence des années intermédiaires étant quant à elles estimées par interpolation ou extrapolation. Pour la commune, le premier recensement exhaustif entrant dans le cadre du nouveau dispositif a été réalisé en 2005.

En 2022, la commune comptait 54 habitants, en évolution de −16,92 % par rapport à 2016 (Oise : +0,87 %, France hors Mayotte : +2,11 %).
| 1793 | 1800 | 1806 | 1821 | 1831 | 1836 | 1841 | 1846 | 1851 |
| ---- | ---- | ---- | ---- | ---- | ---- | ---- | ---- | ---- |
| 114  | 88   | 124  | 153  | 173  | 170  | 166  | 157  | 156  |

| 1856 | 1861 | 1866 | 1872 | 1876 | 1881 | 1886 | 1891 | 1896 |
| ---- | ---- | ---- | ---- | ---- | ---- | ---- | ---- | ---- |
| 139  | 130  | 125  | 129  | 132  | 114  | 82   | 112  | 109  |

| 1901 | 1906 | 1911 | 1921 | 1926 | 1931 | 1936 | 1946 | 1954 |
| ---- | ---- | ---- | ---- | ---- | ---- | ---- | ---- | ---- |
| 109  | 101  | 99   | 70   | 73   | 82   | 73   | 82   | 71   |

| 1962 | 1968 | 1975 | 1982 | 1990 | 1999 | 2005 | 2006 | 2010 |
| ---- | ---- | ---- | ---- | ---- | ---- | ---- | ---- | ---- |
| 59   | 50   | 61   | 69   | 58   | 39   | 50   | 53   | 61   |

| 2015 | 2020 | 2022 | - | - | - | - | - | - |
| ---- | ---- | ---- | - | - | - | - | - | - |
| 65   | 56   | 54   | - | - | - | - | - | - |

#### Pyramide des âges
La population de la commune est relativement jeune.
En 2018, le taux de personnes d'un âge inférieur à 30 ans s'élève à 26,8 %, soit en dessous de la moyenne départementale (37,3 %). À l'inverse, le taux de personnes d'âge supérieur à 60 ans est de 21,4 % la même année, alors qu'il est de 22,8 % au niveau départemental.
En 2018, la commune comptait 32 hommes pour 30 femmes, soit un taux de 51,61 % d'hommes, largement supérieur au taux départemental (48,89 %).
Les pyramides des âges de la commune et du département s'établissent comme suit.
| Hommes | Classe d’âge | Femmes |
| ------ | ------------ | ------ |
| 0,0    | 90 ou +      | 0,0    |
| 10,3   | 75-89 ans    | 11,1   |
| 6,9    | 60-74 ans    | 14,8   |
| 44,8   | 45-59 ans    | 40,7   |
| 6,9    | 30-44 ans    | 11,1   |
| 13,8   | 15-29 ans    | 14,8   |
| 17,2   | 0-14 ans     | 7,4    |

| Hommes | Classe d’âge | Femmes |
| ------ | ------------ | ------ |
| 0,5    | 90 ou +      | 1,4    |
| 5,5    | 75-89 ans    | 7,6    |
| 15,6   | 60-74 ans    | 16,3   |
| 20,8   | 45-59 ans    | 20     |
| 19,4   | 30-44 ans    | 19,4   |
| 17,6   | 15-29 ans    | 16,2   |
| 20,6   | 0-14 ans     | 19,1   |

## Culture locale et patrimoine

### Lieux et monuments
- L'église Saint-Lambert, construite à l'écart du village en briques et silex, et constituée d'une simple nef. La façade supporte un clocher en charpente et ardoises. La charpente, d'origine,  date du XVIe siècle et est en forme de carène. Des clefs sculptées ornent la ligne de faîte et l'ensemble est reçu sur des sablières ornées d'une torsade[27].

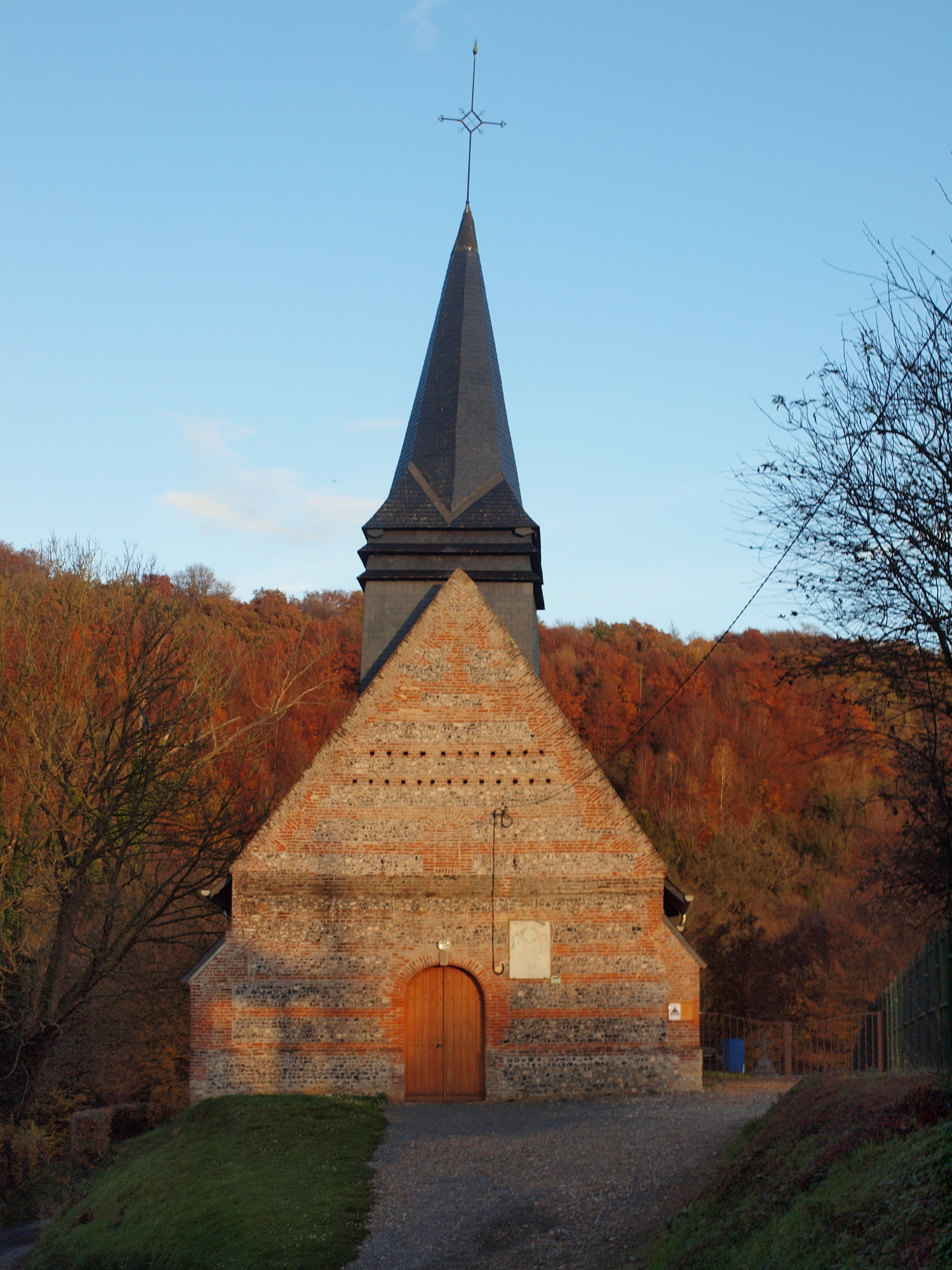
L'église sous le soleil couchant
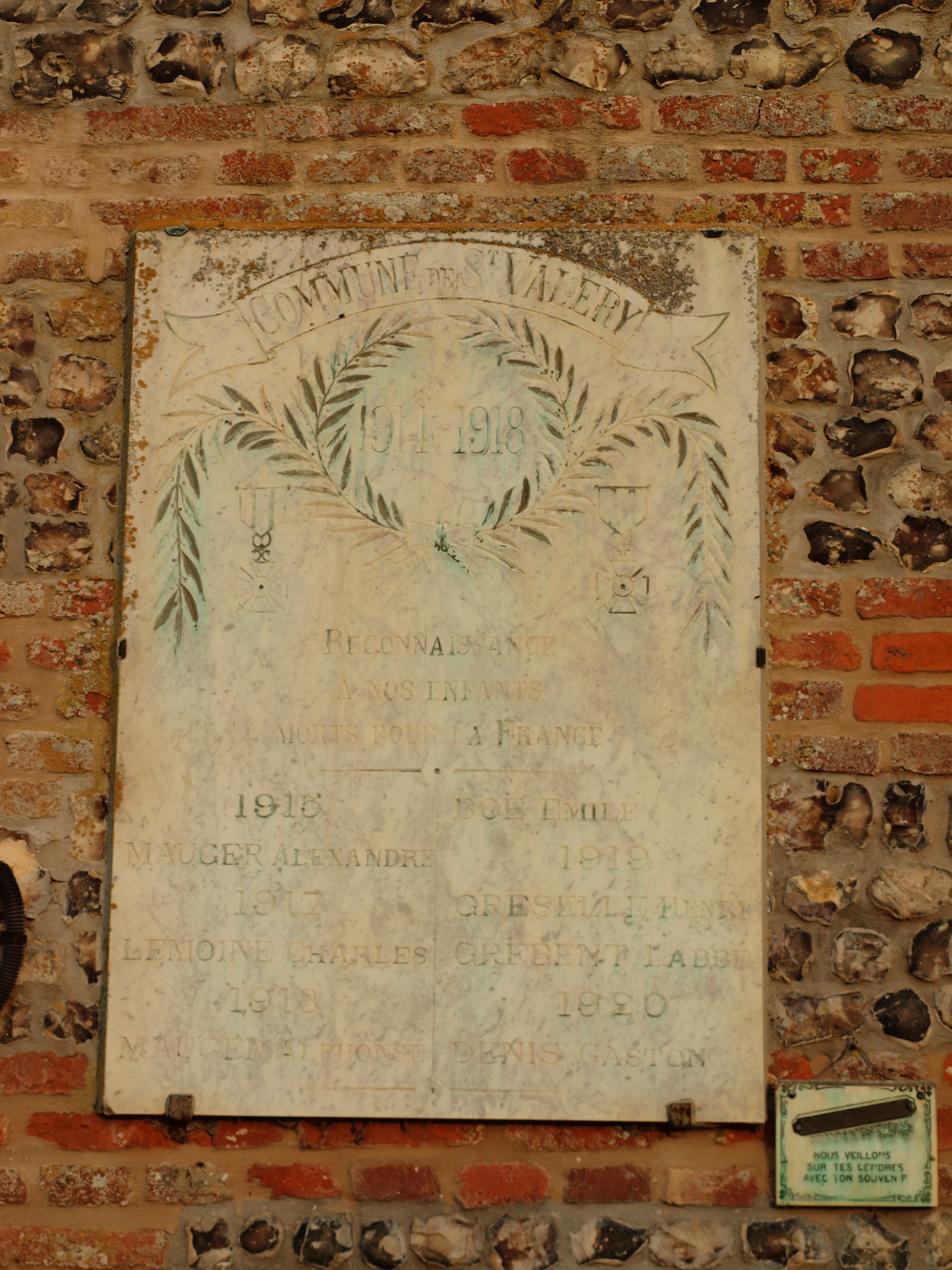
Monument aux morts.